# Jayne Anne Phillips
Jayne Anne Phillips, född 19 juli 1952 i Buckhannon i West Virginia i USA, är en amerikansk skönlitterär författare.
Jayne Anne Phillips utbildade sig på West Virginia University, där hon tog en grundexamen 1974, och på Iowa Writers' Workshop på University of Iowa. Hon har därefter varit lärare i engelska och författande, nu på Rutgers University i Newark. 
I mitten av 1970-talet flyttade hon från West Virginia till Kalifornien med en längre resa, vilken resulterade i ett antal arbeten, erfarenheter och möten, vilka blev stoff till hennes skrivande med fokus på ensamma människor, vinddrivna existenser och människor som kämpar för sin överlevnad.
Hon debuterade 1976 med novellsamlingen Sweethearts. Hon har varit en litterär inspirationskälla för den norska författaren Merethe Lindstrøm.